# 隐形人之爱
《隐形人之爱》（西班牙語：Orloff y el hombre invisible）是一部1970年法國-西班牙合拍恐怖電影，由皮埃尔·舍瓦利耶執導。

## 剧情
某个雨天，一个小孩来找加龙代医生，请他去奥尔洛夫教授（霍华德·弗农饰）的城堡给人看病。由于地点相对较远，医生去酒吧想找人用马车载他去，但奇怪的是大家似乎都不愿意。医生加价后终于有人肯送他去城堡，但在半路上马车夫抛弃医生独自返回，医生只好淋雨徒步前往目的地。
在向城堡看门人证明自己身份后，医生被允许进入城堡，女仆说是教授的女儿塞西尔派人叫他来的。后来医生进入教授的实验室，教授告诉他，他已经成功地创造出了一个能够听从命令的隐形生物。
几年前，塞西尔心脏病发去世，教授的女佣玛丽亚和猎场看守人撬开塞西尔的棺材，把她的珠宝全部偷走了，不料塞西尔突然苏醒，看守人慌乱之中刺伤塞西尔后逃跑。塞西尔忍痛回到城堡，把事情告诉了教授。于是教授把看守人关在地牢中，作为自己的实验对象，把他变成了以人血为生的隐形人。
故事的最后，隐形人失去控制，开始追杀塞西尔。医生和塞西尔撒面粉让隐形人现身后将他打倒在地，两人趁机逃跑。此时城堡已燃起大火，隐形人也逃出城堡后，但是被几条猎狗追着咬死了。